# 六文戦士ウェイダー
六文戦士ウェイダー（ろくもんせんしウェイダー）は、長野県上田市を中心に活動するご当地ヒーロー、またその物語。

## 概要
戦国武将・真田幸村を象徴する赤い甲冑がモチーフとなっている。およそ400年前の戦国時代に活躍した戦国武将、真田氏が開発した秘密の道具「機動甲冑（きどうかっちゅう）」を身にまとったヒーロー。地底世界「ベト」から現れた妖怪一族ゴッタクから市民を守る。決め台詞は「ずねぇゴッタクをべちゃれ！」。これは上田地方の方言で「意地の悪いろくでなしを始末しろ」という意味である。
製作・運営は市民の有志である「ウェイダープロジェクト」。2012年にインターネット上でデザインが発表され、以降地元フリーペーパー「うえだNavi」での連載を経て、翌2013年4月に上田城跡公園で実物がデビューした。
平成25年度「長野県　地域発元気づくり支援金」補助事業（事業名：長野県上田市発のご当地ヒーローの製作・活動）。

## あらすじ
長野県上田市。上田城跡公園内にある真田神社の古井戸から機動甲冑が現れた。
科学オタクの女の子、田々石子が調査した結果、その鎧には人間の力を何十倍にも強化する驚くべきテクノロジーが秘められていた。と同時に、古い文献からその甲冑が目覚めたのは妖怪一族ゴッタクが復活するためだと予見した。上田の危機を感じた石子は、機動甲冑を携帯可能なサイズに分解・縮小する技術を開発し、変身アイテム「ヤグライザー」を完成させる。そして幼馴染みで蕎麦店のバイト青年、真上武丸を装着者として、六文戦士ウェイダーを誕生させた。
同じ頃、かつてゴッタクたちが封印された上田市の西部から妖怪一族ゴッタクたちが復活し、市民への攻撃を開始した。400年の時を経て六文戦士と妖怪一族の戦いが再び始まった。

## 登場人物

### ウェイダーと仲間たち
六文戦士ウェイダー
真上武丸が機動甲冑を装着した姿。機動甲冑は人間の心の力「ズク」をエネルギー源にしており、装着者の気力次第で無限の強さを発揮できるが、逆に心が折れると拘束具のごとく重くなってしまう。
現代の普通の青年である武丸は400年前に存在した六文戦士よりも精神面・体力面で劣っており、そのため戦いの最中で危機に陥ることがある。しかし市民の声援を受けることでズクパワーを回復し、奮起して戦う。
そのズクパワーを外部からモニタリングして支援するため、ベルト部分に石子が開発した「ズクメーター」を装着している。
武器は別所温泉安楽寺の八角三重塔から力を授かった「八角三重剣」。邪悪なものだけを斬ることができ、生き物は斬れない。
必殺技は「八角三重剣 せんげばらい」。
真上武丸（しんじょう たけまる）
演 - 篠原拓夢
上田の蕎麦店で働く普通の青年。特別な能力は無いが正義感と優しい心に溢れている。
幼馴染みの石子から無理やり押し付けられる形で機動甲冑を装着し、ウェイダーとなる。
田々石子（ただ いしこ）
演 - 林恵理
武丸の幼馴染みで科学オタクの女の子。戦国時代の真田氏が持っていたオーバーテクノロジーに興味を持ち研究に没頭する。
同じく真田氏を研究していた父親が謎の失踪をしており、探している。
おやっさん
武丸が働く蕎麦店の主人。おおらかで優しい性格で二人の若者を見守る。

### 妖怪一族ゴッタク
地底世界「ベト」からやってきた、悪の妖怪一族。
人間の「悲しい」「辛い」などのネガティブな感情がエネルギー源となっており、そのため市民に様々な嫌がらせを仕掛ける。
ゴムセー将軍
ゴッタクの実質的な指導者。頑固で怒りっぽいが、部下の為に率先して戦場に立つ武人気質でもある。
ズネーモン
ゴッタクの行動隊長。いわゆる現場の責任者として作戦遂行を指揮する。
ずるがしこく卑怯な性格で、人間に嫌がらせをするのが大好きである。
オジョコー
妖艶な女性の姿をした、ゴッタクの作戦参謀。変装が得意で、人間社会で情報収集をしたり嘘を蔓延させるなど頭脳戦を行う。
綺麗なものや美味しいもの、温泉が好きで、人間は嫌いだが人間の文化には興味を示す。
チュックレー
ゴッタクの下級戦闘員。いつも損な役回りを押し付けられてボヤいている。
AとBの2体が確認されている。

## 方言解説
キャラクターの名前やセリフには上田地方の方言が多用されている。
- ずく - やる気、根気など面倒な事をやり遂げる気持ちを表す。モチベーション。
- ごったく - ごみ、要らない物を指す。転じて、行いの悪い人や手が付けられないやんちゃ坊主などを指す言葉でもある。
- ごむせえ - むさい、むさくるしいという意味の方言。
- ずねえ - ずないとも言い、底意地が悪いという意味の方言。
- おじょこ - 気取っている、分不相応に贅沢、生意気な様子を指す。
- ちゅっくれえ - 中ぐらい、いい加減、中途半端という意味。